# 8666 Reuter
A 8666 Reuter (ideiglenes jelöléssel 1991 GG10) a Naprendszer kisbolygóövében található aszteroida. Freimut Börngen fedezte fel 1991. április 9-én.